# أليس بالمر
أليس بالمر (بالإنجليزية: Alice Palmer)‏ (و. 1939 – م) هي سياسية أمريكية.
تولت منصب سيناتور ولاية إلينوي.

## التعليم
تعلمت في جامعة إنديانا، وجامعة نورث وسترن في.